# Jaime Maussan
José Jaime Maussan Flota (sinh ngày 31 tháng 5 năm 1953) là nhà báo, người dẫn chương trình truyền hình và nhà nghiên cứu UFO người México. Ông từng lên tiếng quảng bá về thi thể người ngoài hành tinh khả nghi nhưng về sau hóa ra đây chỉ là trò lừa bịp mà thôi.

## Sự nghiệp
Hồi trẻ Maussan từng hành nghề phóng viên qua nhiều tờ báo và kênh phát thanh gồm El Sol de México, XEX Radio và bản tin 24 Horas và 60 Minutos trên kênh Televisa từ năm 1970. Lúc còn ở Televisa, ông qua Mỹ làm thông tín viên và là phóng viên tổng hợp phụ trách chương trình Domingo a Domingo có Jacobo Zabludovsky làm MC.
Ông được Giải thưởng Global 500 thường niên thuộc Chương trình Môi trường Liên Hợp Quốc (UNEP) vinh danh vào tháng 6 năm 1990.

## Phát biểu về người ngoài hành tinh
Maussan từng góp phần công khai mẫu vật gọi là "Sinh vật Metepec" về sau bị phát giác là chú khỉ lột da, cũng như mẫu vật "Tinh linh Quỷ" vào năm 2016 mà thực ra chỉ là di hài thuộc về loài dơi, que gỗ, keo epoxy và những nguyên liệu khác chưa biết rõ.
Năm 2015, Maussan chỉ đạo sự kiện mang tên "Be Witness" để lộ xác ướp nghi là đứa trẻ ngoài hành tinh. Xác ướp này mãi về sau mới được người ta nhận dạng là trẻ em. Năm 2017, ông góp mặt trong một đoạn video của hãng Gaia, Inc., mà qua đó hé lộ xác ướp phát hiện ở Peru nằm gần những hình vẽ trên cao nguyên Nazca bị nghi là "người ngoài hành tinh ba ngón tay".
Bản báo cáo năm 2017 của văn phòng công tố Peru nêu rõ số thi thể ngoài hành tinh này do Maussan quảng bá thực chất là "những con búp bê được tạo ra gần đây rồi đem trộn loại hỗn hợp gồm giấy và keo dán tổng hợp nhằm mô phỏng diện mạo của lớp da.”
Ngày 12 tháng 9 năm 2023, Maussan đã tiết lộ hai "sinh vật bị nghi không phải thuộc giống người" trong phiên điều trần công khai đầu tiên về UFO của Quốc hội Liên bang México. Ông cho biết đây chính là những xác ướp được tìm thấy trong mỏ tảo cát ở thành phố Cusco, Peru gần Nazca và theo ước tính có niên đại hơn 1.000 năm. Theo lời Maussan, giới khoa học tại Đại học Tự trị Quốc gia México (UNAM) kết luận rằng số thi thể này không phải là "một phần trong quá trình tiến hóa trên Trái Đất của chúng ta" và gần một phần ba DNA của chúng có "nguồn gốc không xác định", thế nhưng nhà nghiên cứu vật lý tại UNAM tên là Julieta Fierro khẳng định rằng trường đại học này chẳng bao giờ xác nhận những lời phát biểu như vậy và dữ liệu của Maussan trở nên "vô nghĩa". UNAM tiếp tục cho công bố lại lời phát ngôn vào tháng 9 năm 2017, nhấn mạnh họ chẳng cung cấp bất kỳ kết luận nào về nguồn gốc của mẫu vật được gửi đến giám định bằng phương pháp carbon-14 và cũng không tiến hành bất kỳ loại giám định nào khác. Tạp chí Wired tường thuật rằng "xác ướp" do Maussan bày ra chỉ là "trò lừa bịp tinh vi làm từ xương người và động vật".
Tháng 11 năm 2023, Maussan đứng ra thuyết trình lần thứ hai tại Quốc hội México về "xác ướp Peru ba ngón tay". Ông tuyên bố rằng chúng "không liên quan đến bất kỳ sinh vật sống nào trên Trái Đất". Lần thuyết trình này bao gồm lời khai của một vài bác sĩ cho biết số thi thể nêu trên là thuộc về sinh vật sống xưa kia, mà phần di hài chính là "bằng chứng tiềm năng về các dạng sống phi nhân loại", trong khi "phủ nhận chúng thuộc về người ngoài hành tinh". Nhà nhân chủng học Roger Zuniga cho biết "con người hoàn toàn không can thiệp vào quá trình hình thành về mặt vật lý và sinh học của những sinh vật này". Tuy nhiên, nhà khảo cổ học pháp y Flavio Estrada từng thay mặt văn phòng công tố viên Peru kiểm tra số mẫu vật này thì nhận định "Chúng không phải là người ngoài hành tinh, sinh vật trên Trái Đất, loài mới, chủng lai, hay là bất kỳ thứ gì qua lời thuyết trình vụ việc trong suốt sáu năm trời của nhóm nhà giả khoa học này", đồng thời nói thêm rằng những con búp bê hình người bao gồm xương động vật và xương người được làm ra nhờ loại keo dán tổng hợp.

## Phát biểu về Hydrotene
Maussan từng bị liên lụy trong vụ quảng bá phương pháp điều trị COVID-19 khả nghi gọi là "Hydrotene" vào cuối năm 2020. Sản phẩm này lại được Juan Alfonso García Urbina ủng hộ vì có khả năng đạt tỷ lệ hiệu quả phòng chống bệnh do vi-rút gây ra lên tới 96%. Hydrotene theo như lời quảng bá là phương pháp chữa bệnh tự nhiên trải qua nhiều thập kỷ nghiên cứu thầm lặng của Maussan cùng nhóm bác sĩ tên José de Jesús Zalce Benítez, Víctor Gómez Lermaand và Jesús Morán. Cộng đồng khoa học không công nhận Hydrotene là phương pháp điều trị COVID-19 hợp pháp. Vụ quảng bá sản phẩm này đạt đến đỉnh điểm khi thượng nghị sĩ đảng Morena là Lucía Trasviña Waldenrath đứng ra tổ chức diễn đàn mang tên "Hydrotene: Chiến lược và phương án thay thế phương pháp điều trị COVID-19", mà Maussan dự định tham gia. Do phải đối mặt với phản ứng dữ dội trên mạng xã hội cũng vì sự góp mặt của ông nên người ta đành hủy bỏ diễn đàn này. Giới chuyên gia và học giả lên án Hydrotene là "sản phẩm kỳ lạ", rồi cảnh báo mọi người về những tuyên bố chưa được khoa học kiểm chứng và xác nhận.